# باغ حصار (حومة دشتستان)
باغ حصار (بالفارسية: باغ‌حصار) هي قرية تقع في إيران في منطقة مركزية ريفية. يقدر عدد سكانها بـ 0 نسمة بحسب إحصاء 2016.